# Чекман, Валерий Николаевич
Вале́рий Никола́евич Че́кман (Чекмонас; род. 25 октября 1937, по другим сведениям 1936 в Черкасской области, ум. 17 марта 2004 в Вильнюсе) — советский и литовский языковед, славист.
После учёбы в Киевском суворовском училище (вып. 1955) окончил в 1964 году Ростовский государственный университет, после чего стал работать в Институте языкознания им Якуба Коласа Академии наук Белорусской ССР. В 1979 году начал читать лекции в Вильнюсском университете, где в 1982 году защитил докторскую диссертацию, а спустя три года получил звание профессора. В 1988—1999 годах руководил кафедрой славянской филологии Вильнюсского университета. В 1995 году стал главным редактором журнала Slavistica Vilnensis.
С 2000 года был директором Центра исследований культурных сообществ Вильнюсского университета. Исследовал взаимодействия языков, историю и культуру славянских народов, связи белорусского и литовского языков. Подготовил (совместно с Иреной Чекмонене) учебник литовского языка «Литовский язык для всех» (в пяти тетрадях 1992—1993; второе издание 1999).
Похоронен на кладбище в Кайренай.